# 武特雷
武特雷（法語：Voutré，法語發音：[vutʁe]）是法国马耶讷省的一个市镇，属于拉瓦勒区。

## 地理
武特雷（48°8'11"N, 0°17'27"W）面积18.57 平方千米，位于法国卢瓦尔河地区大区马耶讷省，该省份为法国西北部内陆省份，北起芒什省和奧恩省，西接伊勒-维莱讷省，南至曼恩-卢瓦尔省，东临萨尔特省。
与武特雷接壤的市镇（或旧市镇、城区）包括：阿塞勒贝朗热、埃尔沃河畔圣乔治、圣苏珊和沙姆、托尔塞维维耶-昂沙尔尼、鲁埃塞瓦塞、埃夫龙。

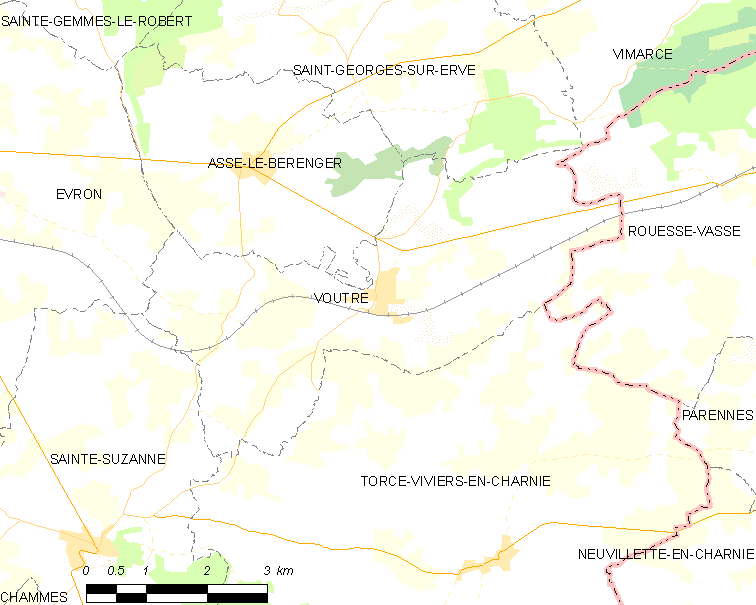
武特雷的OSM定位图

武特雷的时区为UTC+01:00、UTC+02:00（夏令时）。

## 行政
武特雷的邮政编码为53600，INSEE市镇编码为53276。

## 政治
武特雷所属的省级选区为埃夫龙县。

## 人口

1962-2008年间武特雷人口变化图示

武特雷于2022年1月1日时的人口数量为905人。